# Alfred Jante
Alfred Paul Heinrich Jante (* 3. Juni 1908 in Schönlanke; † 26. März 1985 in Dresden) war ein deutscher Maschinenbauer und Hochschullehrer mit den Arbeitsschwerpunkten Verbrennungskraftmaschinen und Kraftfahrwesen.

## Leben
Alfred Jante begann nach einer Lehre als Kraftfahrzeugschlosser ein Studium an der Staatlichen Höheren Maschinenbauschule in Aachen, das er mit Auszeichnung abschloss. Ein weitergehendes Studium an der RWTH Aachen wurde ihm wegen seiner teiljüdischen Abstammung verwehrt, jedoch durfte er als wissenschaftlicher Mitarbeiter unter Professor Langer im Maschinenbau-Laboratorium der Hochschule arbeiten. Von 1933 bis 1945 war er bei der Firma Klöckner-Humboldt-Deutz tätig,  und arbeitete zuletzt als Abteilungsleiter der Dieselmotorenentwicklung unter anderem mit Adolf Schnürle zusammen. Zahlreiche Deutz-Patente dieser Zeit gehen auf Jante zurück.
Nach Ende des Zweiten Weltkriegs arbeitete Jante zunächst als Technischer Leiter der H. K. Heise Maschinenbau GmbH in Böhlitz-Ehrenberg bei Leipzig. Im Jahr 1946 wurde er Dozent und Baurat im Bereich Brennkraftmaschinen an der Ingenieurschule Leipzig, die jedoch wegen fehlender Genehmigung von den Alliierten kurze Zeit später geschlossen werden musste. Jante wurde Mathematiklehrer an der Thomasschule zu Leipzig und später von der sächsischen Landesregierung zum Leiter der Verkehrsabteilung in Dresden ernannt. Am 1. Januar 1948 wurde Jante auf Initiative von Enno Heidebroek als ordentlicher Professor und Direktor des Instituts für Kraftfahrwesen an die Technische Hochschule Dresden berufen. Von 1949 bis 1951 war Jante Dekan und bis 1953 Prodekan der neugegründeten Fakultät für Maschinenbau und Elektrotechnik, an der er bis zu seiner Emeritierung 1973 wirkte. Alfred Jante starb 1985 in Dresden. Sein Grab befindet sich auf dem dortigen Johannisfriedhof.

## Wirken
Zahlreiche Aufsätze über Thermodynamik, Verbrennungskraftmaschinen und Kraftfahrzeugtechnik dokumentieren seine Tätigkeit. Jante hat auch Beiträge zum bekannten „Automobiltechnischen Handbuch“ von Richard Bussien geleistet und zu weiteren Sammelwerken. Das von ihm vorgeschlagene Jante-Normalfahrdiagramm wird derzeit (2008) weiterhin viel verwendet. Auf dem Gebiet des Kraftfahrwesens wurden ihm zahlreiche Patente erteilt.

## Ehrungen

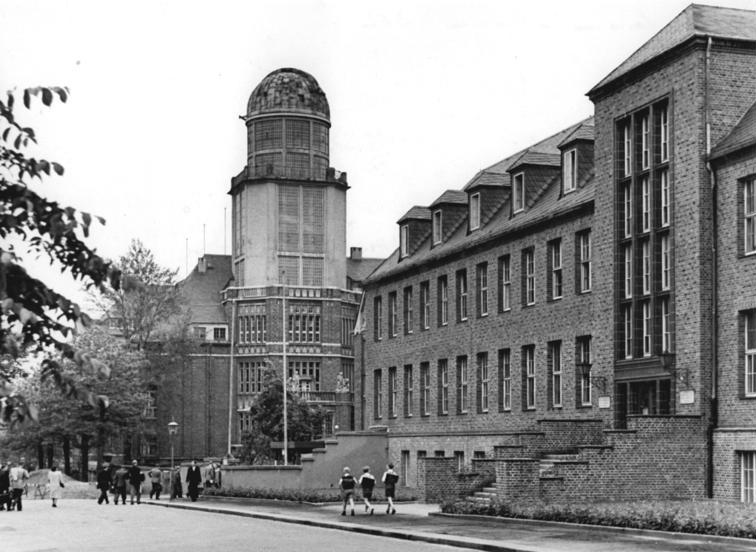
V. r.: Jante-Bau der TU Dresden.

Alfred Jante war ab Juli 1953 ordentliches Mitglied der Akademie der Wissenschaften der DDR, wo er die Klasse Maschinenbau leitete. Die Universität Budapest verlieh ihm die Ehrendoktorwürde, zudem wurde er als Verdienter Techniker des Volkes ausgezeichnet.
An der TU Dresden trägt seit 1993 das Gebäude des Instituts für Automobiltechnik Dresden den Namen „Jante-Bau“.
Nach Wunibald Kamm und Alfred Jante ist die alle zwei Jahre von der Wissenschaftlichen Gesellschaft für Kraftfahrzeug- und Motorentechnik (WKM) vergebene Kamm-Jante-Medaille benannt. Die 1997 gegründete WKM versteht sich als „Vereinigung von Professoren deutscher, österreichischer und schweizerischer Universitäten, die als Institutsleiter oder als Leiter von Fachgebieten oder Lehrstühlen auf dem Gebiet der Kraftfahrzeug- und/oder Motorentechnik tätig sind oder waren“.

## Schriften
Alfred Jante verfasste sechs eigene Bücher und veröffentlichte 146 weitere Schriften in Sammelbänden oder Fachzeitschriften.
- Leitfaden der technischen Thermodynamik. Teubner, Leipzig 1950.
- Kraftfahrt-Mechanik. Technischer Verlag Cram, Berlin 1952.
- Verbrennungsmotoren. Technischer Verlag, Berlin 1952.
- Entwicklungsprobleme der Kraftfahrzeugmotoren. Akademie-Verlag, Berlin 1958. (= Abhandlungen der Deutschen Akademie der Wissenschaften, Klasse für Mathematik, Physik und Technik; 1958, 3)
- Über die Spülung von Zweitaktmotoren Akademie-Verlag, Berlin 1960. (= Abhandlungen der Deutschen Akademie der Wissenschaften, Klasse für Mathematik, Physik und Technik; 1960, 5)
- Die Grundlagen der Fahrstabilität. Akademie-Verlag, Berlin 1963. (= Abhandlungen der Deutschen Akademie der Wissenschaften, Klasse für Mathematik, Physik und Technik; 1963, 4)
- Zur Theorie des Kraftwagens. 2 Bände. Akademie-Verlag, Berlin 1974–1978.
- Grundlagenprobleme der Verbrennungsmotoren, anhand thermodynamischer Kreisprozesse dargestellt. Textteil von Alfred Jante. Dresden: Technische Universität, Bereich Verbrennungsmotoren und Kraftfahrzeuge, 1976. VI, 313 S.